# 2012年Billboard Japan Hot 100シングル1位の一覧
2012年のBillboard Japan Hot 100チャートシングル1位の一覧である。